# 2015년 바쿠 화재
2015년 5월 19일 아제르바이잔 바쿠의 한 16층 주택 건물에서 화재가 발생하였다. 화재로 5명의 어린이를 포함한 15명이 사망하고, 63명이 부상을 입었다. 대부분의 사망자는 건물에 화재가 발생하면서 독성 연기에 의해 사망했다. 소방관은 화재를 완전히 제압하기 위해 3시간이 소요되었다.

## 같이 보기
- 2018년 바쿠 화재
- 그렌펠 타워 화재